# Effet Kostinski
L'effet Kostinski, est un des défauts photographiques concernant le pouvoir de résolution, deux d'entre eux sont décrits par Sergueï Kostinski qui lui a donné son nom. 

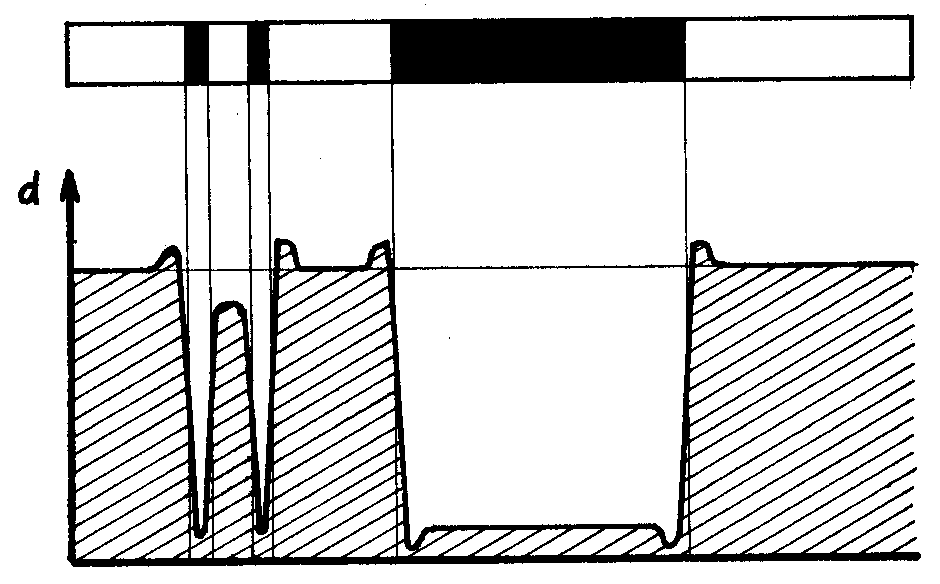
Premièr défaut

La densité d'une raie noire comprise entre deux raies blanches est plus faible qu'il ne faudrait.

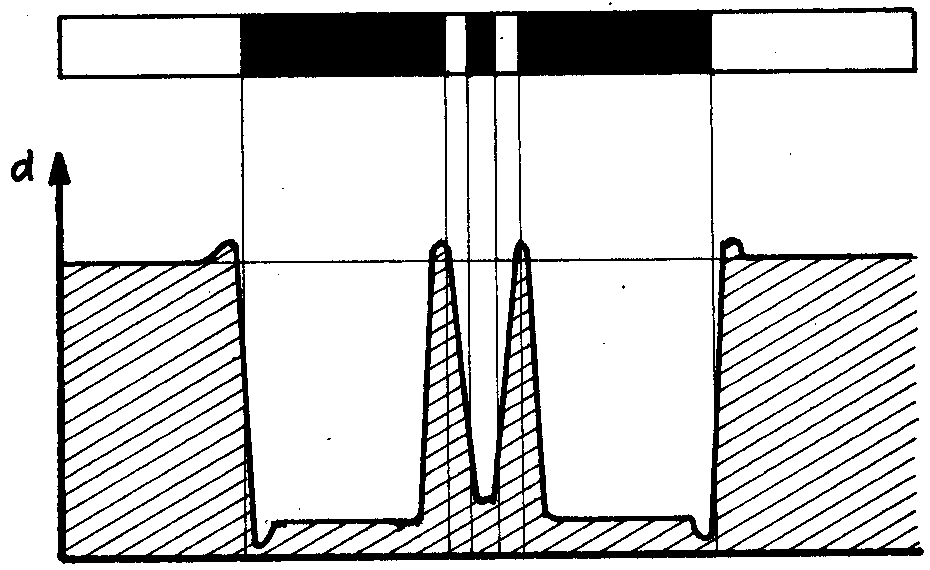
Second défaut

Les images de deux fines raies noires voient leur distance augmenter par suite de l'épuisement du révélateur dans la zone centrale, ce qui est particulièrement gênant en spectroscopie et en astronomie car les mesures deviennent impossibles.

## Sources
1. ↑  (en) Frank E. Ross, « The Mutual Action of Adjacent Photographic Images », The Astrophysical Journal, vol. 53,‎ juin 1921, p. 349 (ISSN 0004-637X et 1538-4357, DOI 10.1086/142614, lire en ligne, consulté le 23 juillet 2025)